# Salamanca (Venezuela)
Salamanca es un sector de la Isla de Margarita, Venezuela que pertenece al Municipio Arismendi (Nueva Esparta). Se encuentra en una zona vegetal, cercano a la ciudad de la Asunción.

## Infraestructura

### Servicios públicos
La energía eléctrica esta administrada por la empresa CORPOELECT.

### Salud
La localidad cuenta con el Hospital Tipo 1 Doctor David Espinoza.

## Educación
En el sector se ubica el UEE “Prof. Julio Villarroel”, quien para 2022 contaba con una población de 187 estudiantes de preescolar a sexto grado.

## Cultura
La Virgen del Carmen es la patrona de la localidad.